# 谢氏朱翅雀
谢氏朱翅雀（学名：Cryptospiza shelleyi），是梅花雀科朱翅雀属的一种，分布于布隆迪、刚果民主共和国、乌干达和卢旺达。全球活动范围约为46,200平方千米。该物种的保护状况被评为易危。
谢氏朱翅雀的平均体重约为17.6克。栖息于亚热带或热带的湿润山地林。